# Reino Unido en los Juegos Olímpicos de Ámsterdam 1928
El Reino Unido estuvo representado en los Juegos Olímpicos de Ámsterdam 1928 por un total de 232 deportistas que compitieron en 14 deportes.  
El portador de la bandera en la ceremonia de apertura fue el atleta Malcolm Nokes.

## Medallistas
El equipo olímpico británico obtuvo las siguientes medallas:
| Nombre | Deporte            | Competición                  |
| --- | ------------------ | ---------------------------- |
| Oro |                    |                              |
| Douglas Lowe | Atletismo          | 800 m M                      |
| David Burghley | Atletismo          | 400 m vallas M               |
| Richard Beesly John Lander Edward Bevan Michael Warriner | Remo               | Cuatro sin timonel (M4-) M   |
| Plata |                    |                              |
| Jack London | Atletismo          | 100 m M                      |
| Walter Rangeley | Atletismo          | 200 m M                      |
| Ernest Chambers John Sibbit | Ciclismo en pista  | Tándem M                     |
| Frank Southall | Ciclismo en ruta   | Contrarreloj ind. M          |
| Jack Lauterwasser John Middleton Frank Southall | Ciclismo en ruta   | Contrarreloj por eqs. M      |
| Muriel Freeman | Esgrima            | Florete ind. F               |
| Ellen King | Natación           | 100 m espalda F              |
| Joyce Cooper Ellen King Cissie Stewart Iris Tanner | Natación           | 4 × 100 m libre F            |
| Robert Nisbet Terence O'Brien | Remo               | Dos sin timonel (M2-) M      |
| John Badcock Jack Beresford Donald Gollan Jamie Hamilton Gordon Killick Harold Lane Guy Oliver Nickalls Harold West Arthur Sulley (t)                           | Remo               | Ocho con timonel (M8+) M     |
| Bronce |                    |                              |
| Joyce Cooper Ellen King Cissie Stewart Iris Tanner | Atletismo          | 4 × 100 m M                  |
| George Southall Frederick Henry Wyld Lewis Wyld Percy Wyld | Ciclismo en pista  | Persecución por eqs. M       |
| Annie Broadbent Lucy Desmond Margaret Hartley Amy Jagger Isobel Judd Jessie Kite Marjorie Moreman Edith Pickles Ethel Seymour Ada Smith Hilda Smith Doris Woods | Gimnasia artística | Concurso completo por eqs. F |
| Samuel Rabin | Lucha libre        | 79 kg M                      |
| Joyce Cooper | Natación           | 100 m libre F                |
| Joyce Cooper | Natación           | 100 m espalda F              |
| Theodore Collet | Remo               | Scull ind. (M1x) M           |